# Bonifácio dos Reis

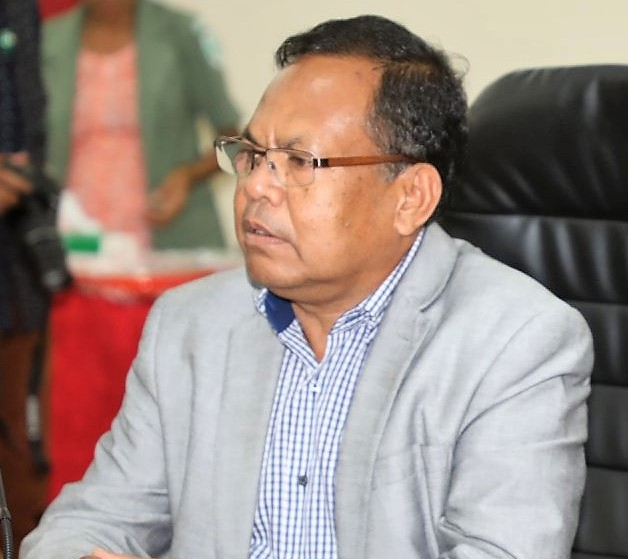
Bonifácio dos Reis (2019)

Bonifácio dos Reis (Kampfname: Maukoli) ist ein osttimoresischer Politiker. Er ist Mitglied der Partidu Libertasaun Popular (PLP).
Mehrere Jahre war er Direktor des Gesundheitsdienstes von Ermera. Am 22. Juni 2018 wurde Reis zum stellvertretenden Gesundheitsminister vereidigt. Da Aufgrund der Blockade des Staatspräsidenten Francisco Guterres kein Gesundheitsminister ernannt werden konnte, übernahm zunächst die erste Vizeministerin Élia António de Araújo dos Reis Amaral die Leitung des Gesundheitsministeriums. Als sie am 3. April 2020 von Premierminister Taur Matan Ruak entlassen wurde, übernahm Reis die Führung bis zur Vereidigung von Odete Maria Freitas Belo zur neuen Gesundheitsministerin am  29. Mai. Das Amt des stellvertretenden Gesundheitsministers hatte Reis bis zum Ende der Legislaturperiode am 30. Juni 2023 inne.